# Faratsiho
Faratsiho – miasto w środkowym Madagaskarze, w prowincji Antananarywa. Według szacunków na 2008 rok liczy 39 137 mieszkańców.